# Marzanka barwierska
Marzanka barwierska (Asperula tinctoria L.) – gatunek rośliny z rodziny marzanowatych. 

## Rozmieszczenie geograficzne
Występuje w Europie i Rosji. W Polsce występuje na niżu, najliczniej na Pojezierzu Pomorskim, Mazurskim i w dolinie Wisły. W środkowej Polsce występuje na rozproszonych stanowiskach, a w południowej na Dolnym Śląsku i w pasie wyżyn. W Karpatach jest bardzo rzadka. Podana była tylko z jednego stanowiska w Kąclowej w Beskidzie Niskim (1950 r.) i jednego w Pieninach na Macelaku (1894 r.).

## Morfologia

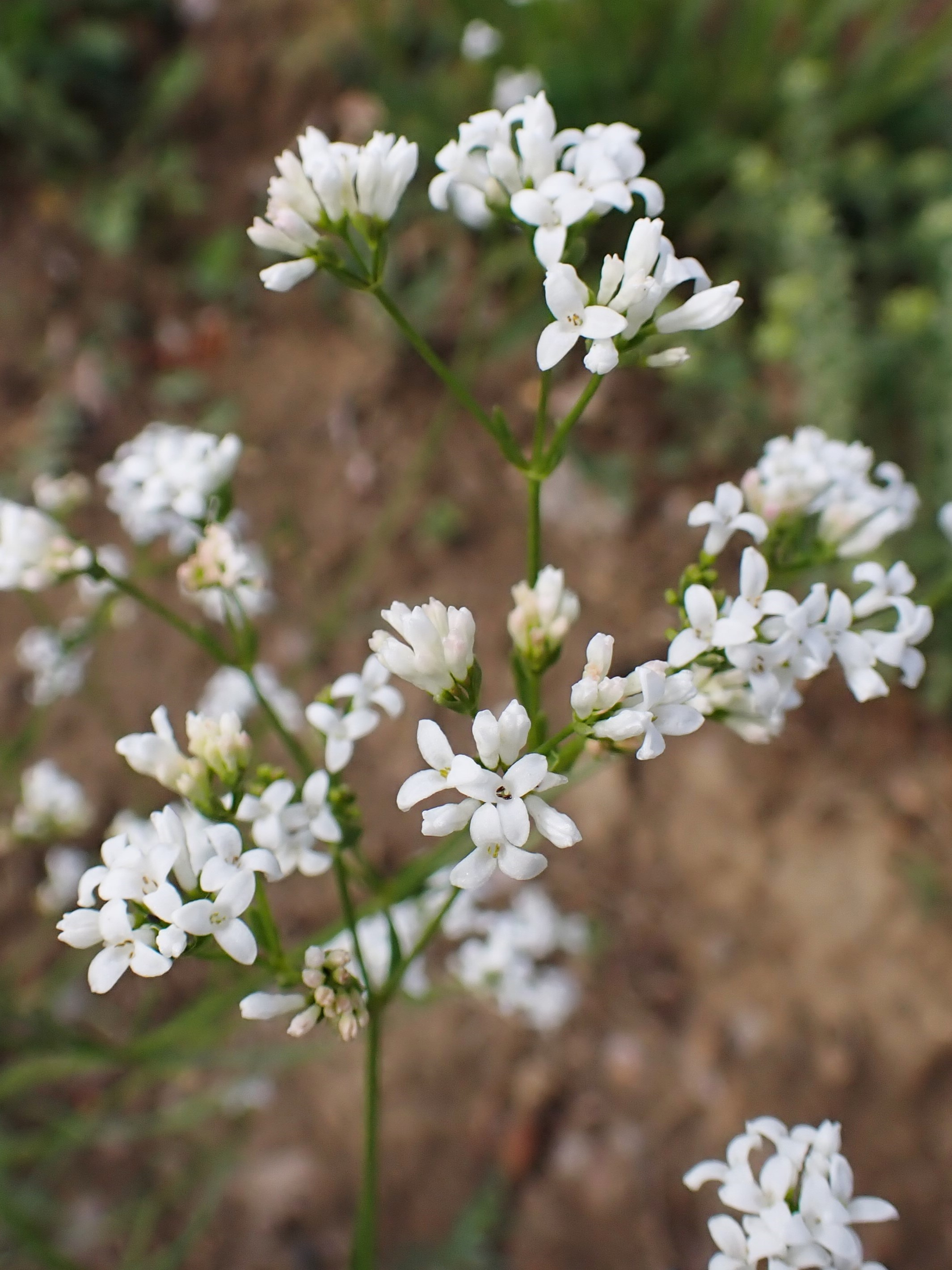
Kwiatostan

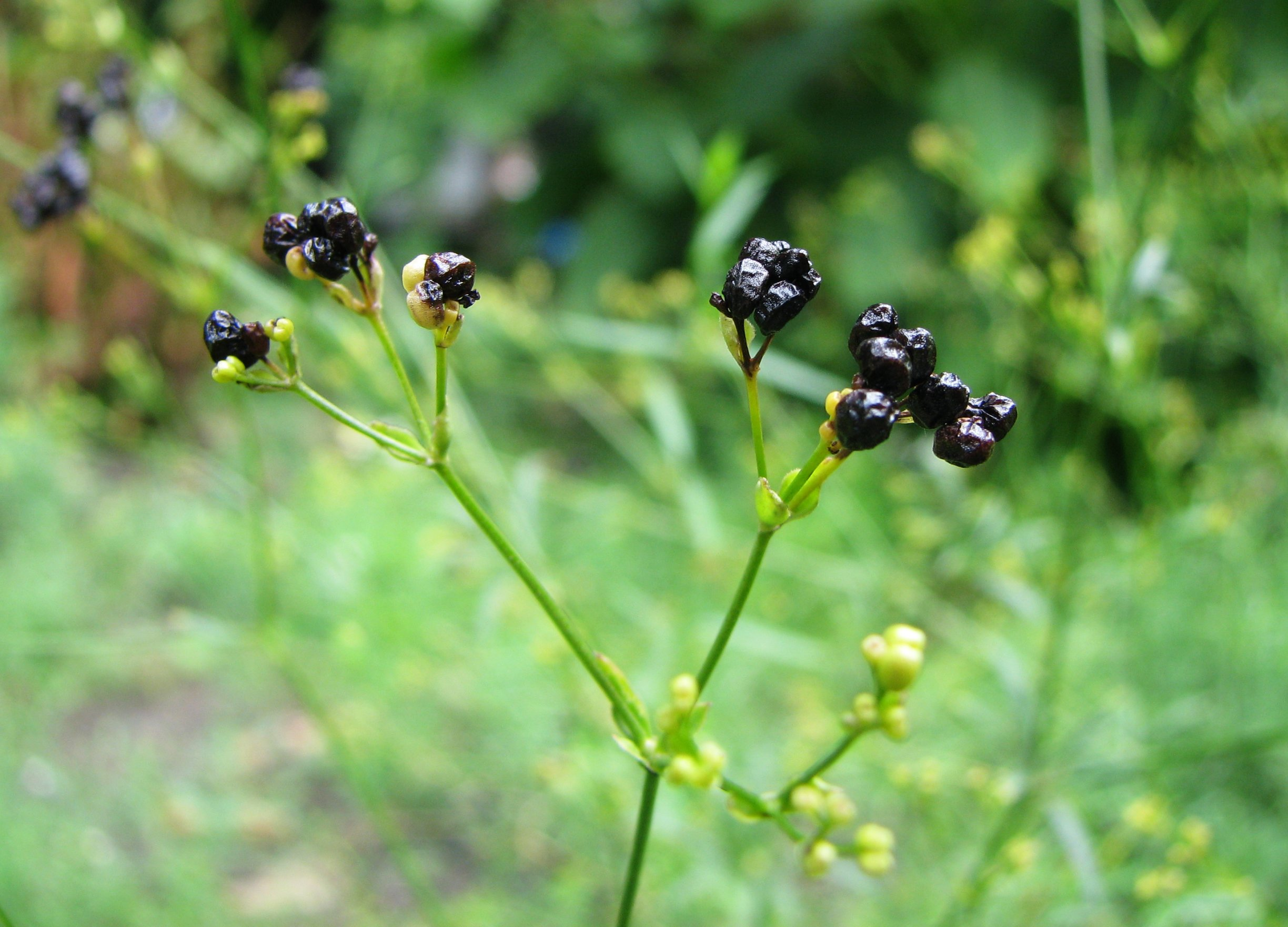
Owoce

Łodyga4-kanciasta, rozgałęziona, o wysokości 30–50(70) cm.  Pod ziemią kłącze, z którego wyrasta jeden kwitnący pęd i kilka pędów płonnych.
LiścieRównowąskie o szerokości 1–1,5 mm. Dolne zebrane po 4–6 w okółkach, górne naprzeciwległe.
Kwiaty3-krotne, drobne, wyrastające w rozgałęzionych widlasto kwiatostanach podobnych do wierzchotki. Korona kwiatów biała, gładka, o długości 3–4 mm. Podsadki i przysadki jajowate.
OwocO długości około 2 mm i gładkiej powierzchni.

## Biologia i ekologia
Bylina, hemikryptofit. Kwitnie od czerwca do sierpnia. Występuje w świetlistych lasach i zaroślach i na ich obrzeżach. Rozmnaża się przez nasiona oraz wegetatywnie. Gatunek charakterystyczny dla Ass. Seslerio-Scorzoneretum. Liczba chromosomów 2n = 44.
Oprócz typowej formy gatunku w Czechach, Rumunii i na Węgrzech występuje podgatunek Asperula tinctoria subsp. hungarorum (Borbás ex Jáv.) Soó.

## Zagrożenia
W Czerwonej liście roślin i grzybów Polski (2006, 2016) gatunek uznany w Polsce za narażony na wyginięcie (kategoria zagrożenia VU).
W Pieninach w 1981 r. gatunku nie udało się odnaleźć, wątpliwe jest również jego występowanie w Kąclowej, gdyż jego siedliska zostały zabudowane. Gatunek ten należy więc uznać w polskiej części Karpat za wymarły.